# China Open (теніс) 2012
Відкритий чемпіонат Китаю з тенісу 2012 — тенісний турнір, що проходив на відкритих кортах з твердим покриттям Olympic Green Tennis Center у Пекіні (Китай). Це був 14-й за ліком China Open серед чоловіків і 16-й - серед жінок. Належав до категорії 500 у рамках Туру ATP 2012 і категорії Premier у рамках Туру WTA 2012. Тривав з 30 вересня до 7 жовтня 2012 року.

## Призові очки і гроші

### Розподіл очок
| Стадія                 | Чоловіки, одиночний розряд | Чоловіки, парний розряд | Жінки, одиночний розряд | Жінки, парний розряд |
| ---------------------- | -------------------------- | ----------------------- | ----------------------- | -------------------- |
| Чемпіон                | 500                        | 500                     | 1000                    | 1000                 |
| Фіналіст               | 300                        | 300                     | 700                     | 700                  |
| півфінал               | 180                        | 180                     | 450                     | 450                  |
| чвертьфінал            | 90                         | 90                      | 250                     | 250                  |
| 1/8 фіналу             | 45                         | 0                       | 140                     | 140                  |
| 1/16 фіналу            | 0                          | –                       | 80                      | 5                    |
| 1/32 фіналу            | -                          | –                       | 5                       | –                    |
| кваліфаєр              | 20                         | –                       | 30                      | –                    |
| фіналіст кваліфікації  | 10                         | –                       | 20                      | –                    |
| 1-й раунд кваліфікації | 0                          | –                       | 1                       | –                    |

### Розподіл призових грошей
| Стадія               | Чоловіки, одиночний розряд | Чоловіки, парний розряд | Жінки, одиночний розряд | Жінки, парний розряд |
| -------------------- | -------------------------- | ----------------------- | ----------------------- | -------------------- |
| Чемпіон              | $505,000                   | $148,500                | $775,500                | $266,000             |
| Фіналіст             | $234,000                   | $68,000                 | $387,750                | $133,000             |
| півфінал             | $110,000                   | $33,000                 | $169,447                | $53,000              |
| чвертьфінал          | $52,520                    | $15,500                 | $74,450                 | $22,260              |
| 1/8 фіналу           | $26,810                    | $7,920                  | $37,225                 | $9,350               |
| 1/16 фіналу          | $14,710                    | –                       | $19,950                 | $4,250               |
| 1/32 фіналу          | -                          | –                       | $11,817                 | –                    |
| Фінал кваліфікації   | $1,700                     | –                       | $2,610                  | –                    |
| 1 раунд кваліфікації | $900                       | –                       | $1,350                  | –                    |

## Учасники чоловічих змагань

### Сіяні
| Країна    | Гравець              | Рейтинг1 | Сіяний |
| --------- | -------------------- | -------- | ------ |
| Сербія    | Новак Джокович       | 2        | 1      |
| Іспанія   | Давид Феррер         | 5        | 2      |
| Франція   | Жо-Вілфрід Тсонга    | 7        | 3      |
| Хорватія  | Марин Чилич          | 13       | 4      |
| Франція   | Рішар Гаске          | 14       | 5      |
| Україна   | Олександр Долгополов | 20       | 6      |
| Німеччина | Томмі Гаас           | 21       | 7      |
| Іспанія   | Фернандо Вердаско    | 23       | 8      |

- 1 Рейтинг подано станом на 24 вересня 2012

### Інші учасники
Нижче наведено учасників, які отримали вайлдкард на участь в основній сітці:
- Маріус Копіл
- Wu Di
- Чжан Зе

Нижче наведено гравців, які пробились в основну сітку через стадію кваліфікації:
- Браян Бейкер
- Міхаель Беррер
- Алекс Богомолов мл.
- Меттью Ебден

### Знялись з турніру
- Сантьяго Хіральдо
- Марсель Гранольєрс
- Джон Ізнер
- Рафаель Надаль

### Завершили кар'єру
- Жульєн Беннето
- Микола Давиденко
- Давид Феррер (stomach virus)
- Фелісіано Лопес

## Учасники основної сітки в парному розряді

### Сіяні пари
| Країна   | Гравець            | Країна  | Гравець            | Рейтинг1 | Сіяний |
| -------- | ------------------ | ------- | ------------------ | -------- | ------ |
| США      | Боб Браян          | США     | Майк Браян         | 2        | 1      |
| Білорусь | Макс Мирний        | Канада  | Деніел Нестор      | 6        | 2      |
| Швеція   | Роберт Ліндстедт   | Румунія | Горія Текеу        | 12       | 3      |
| Польща   | Маріуш Фирстенберг | Польща  | Марцін Матковський | 21       | 4      |

- Рейтинг подано станом на 24 вересня 2012

### Інші учасники
Нижче наведено пари, які отримали вайлдкард на участь в основній сітці:
- Yu Chang /  Zhe Li
- Maoxin Gong /  Zhang Ze

Наведені нижче пари отримали місце як заміна:
- Карлос Берлок /  Денис Істомін

### Відмовились від участі
- Жульєн Беннето
- Марин Чилич (травма правого стегна)

## Учасниці

### Сіяні
| Країна     | Гравчиня           | Рейтинг1 | Сіяна |
| ---------- | ------------------ | -------- | ----- |
| Білорусь   | Вікторія Азаренко  | 1        | 1     |
| Росія      | Марія Шарапова     | 2        | 2     |
| Польща     | Агнешка Радванська | 3        | 3     |
| Чехія      | Петра Квітова      | 5        | 4     |
| Німеччина  | Анджелік Кербер    | 6        | 5     |
| Італія     | Сара Еррані        | 7        | 6     |
| КНР        | Лі На              | 8        | 7     |
| Австралія  | Саманта Стосур     | 9        | 8     |
| Франція    | Маріон Бартолі     | 10       | 9     |
| Данія      | Каролін Возняцкі   | 11       | 10    |
| Сербія     | Ана Іванович       | 12       | 11    |
| Словаччина | Домініка Цібулкова | 13       | 12    |
| Росія      | Марія Кириленко    | 14       | 13    |
| Естонія    | Кая Канепі         | 15       | 14    |
| Італія     | Роберта Вінчі      | 16       | 15    |
| Чехія      | Луціє Шафарова     | 17       | 16    |

- 1 Рейтинг подано станом на 24 вересня 2012

### Інші учасниці
Нижче наведено учасниць, які отримали вайлдкард на участь в основній сітці:
- Кіміко Дате
- Марія-Тереса Торро-Флор
- Ван Цян
- Чжен Сайсай
- Ч Шуай

Нижче наведено гравчинь, які пробились в основну сітку через стадію кваліфікації:
- Лара Арруабаррена Вечіно
- Лурдес Домінгес Ліно
- Каміла Джорджі
- Полона Герцог
- Бояна Йовановські
- Моріта Аюмі
- Лора Робсон
- Олена Весніна

Учасниці, що потрапили до основної сітки як щасливий лузер:
- Ольга Говорцова

### Знялись з турніру
- Кая Канепі (травма правої п'яти)
- Флавія Пеннетта (травма правого зап'ястка)
- Слоун Стівенс
- Серена Вільямс (хвороба)
- Вінус Вільямс (травма спини)
- Віра Звонарьова (хвороба)

### Завершили кар'єру
- Домініка Цібулкова (травма лівого кульшового суглобу)
- Сара Еррані (травма лівого стегна)
- Анджелік Кербер (травма правої ступні)
- Анастасія Павлюченкова (хворобу шлунково-кишкового тракту)

## Учасниці основної сітки в парному розряді

### Сіяні пари
| Країна    | Гравчиня               | Країна    | Гравчиня         | Рейтинг1 | Сіяна |
| --------- | ---------------------- | --------- | ---------------- | -------- | ----- |
| Італія    | Сара Еррані            | Італія    | Роберта Вінчі    | 3        | 1     |
| Росія     | Марія Кириленко        | Росія     | Надія Петрова    | 17       | 2     |
| Росія     | Катерина Макарова      | Росія     | Олена Весніна    | 26       | 3     |
| США       | Ваня Кінґ              | Казахстан | Ярослава Шведова | 28       | 4     |
| Іспанія   | Нурія Льягостера Вівес | Індія     | Саня Мірза       | 30       | 5     |
| Словенія  | Катарина Среботнік     | КНР       | Чжен Цзє         | 31       | 6     |
| Німеччина | Анна-Лена Гренефельд   | Чехія     | Квета Пешке      | 41       | 7     |
| США       | Ракель Копс-Джонс      | США       | Абігейл Спірс    | 41       | 8     |

- 1 Рейтинг подано станом на 24 вересня 2012

### Інші учасниці
Нижче наведено пари, які отримали вайлдкард на участь в основній сітці:
- Тан Хаочень /  Тянь Жань
- Єлена Янкович /  Андреа Петкович
- Янь Цзи /  Чжен Сайсай

Нижче наведено пари, які отримали місце в основній сітці як заміни:
- Каталіна Кастаньйо /  Віржіні Раззано
- Лю Ваньтін /  Сунь Шеннань

### Відмовились від участі
- Сара Еррані (травма лівого стегна)
- Анастасія Павлюченкова (хворобу шлунково-кишкового тракту)

## Переможці

### Одиночний розряд, чоловіки
- Новак Джокович —  Жо-Вілфрід Тсонга, 7–6(7–4), 6–2

### Одиночний розряд, жінки
- Вікторія Азаренко —  Марія Шарапова, 6–3, 6–1

### Парний розряд, чоловіки
- Боб Браян /  Майк Браян —  Карлос Берлок /  Денис Істомін, 6–3, 6–2

### Парний розряд, жінки
- Катерина Макарова /  Олена Весніна —  Нурія Льягостера Вівес /  Саня Мірза, 7–5, 7–5